# Marathon City
Marathon City és una població dels Estats Units a l'estat de Wisconsin. Segons el cens del 2000 tenia 1.640 habitants.

## Demografia
Segons el cens del 2000, Marathon City tenia 1.640 habitants, 632 habitatges, i 448 famílies. La densitat de població era de 310,4 habitants per km².
Dels 632 habitatges en un 35,8% hi vivien nens de menys de 18 anys, en un 61,9% hi vivien parelles casades, en un 6,6% dones solteres, i en un 29,1% no eren unitats familiars. En el 25,2% dels habitatges hi vivien persones soles el 9,8% de les quals corresponia a persones de 65 anys o més que vivien soles. El nombre mitjà de persones vivint en cada habitatge era de 2,58 i el nombre mitjà de persones que vivien en cada família era de 3,14.
Per edats la població es repartia de la següent manera: un 26,5% tenia menys de 18 anys, un 8% entre 18 i 24, un 30,2% entre 25 i 44, un 21,9% de 45 a 60 i un 13,4% 65 anys o més.
L'edat mediana era de 36 anys. Per cada 100 dones de 18 o més anys hi havia 93,9 homes.
La renda mediana per habitatge era de 44.063 $ i la renda mediana per família de 53.036 $. Els homes tenien una renda mediana de 34.180 $ mentre que les dones 24.191 $. La renda per capita de la població era de 20.480 $. Aproximadament l'1,1% de les famílies i el 2% de la població estaven per davall del llindar de pobresa.

## Poblacions més properes
El següent diagrama mostra les poblacions més properes.